# Lotte Svendsen
Lotte Svendsen (født 1. september 1968 på Bornholm) er en dansk filminstruktør og manuskriptforfatter. Hun har instrueret og skrevet manuskript til spillefilmene Harmoni (1995), Café Hector (1996), Royal Blues (1997), Bornholms stemme (1999), Tid til forandring (2004), Max og Max Pinlig (2008). Derudover har hun instrueret DR2-serien Emmas Dilemma.
Svendsen er politisk forankret på venstrefløjen og var med i BZ-bevægelsen.

## Filmografi
- Sikke et cirkus